# Рауль Опруц
Рауль Маріан Опруц (рум. Raul Marian Opruț, нар. 4 січня 1998, Карансебеш, Румунія) — румунський футболіст, захисник бухарестського «Динамо» та національної збірної Румунії.

## Ігрова кар'єра

### Клубна
Рауль Опруц починав займатися футболом у Румунії. Після чого у 2014 році перебрався до Італії, де приєднався до футбольної академії веронського клубу «К'єво». Через два роки він продовжив грати в молодіжній команді «Дженоа». З сезону 2018/19 Опруца внесли в заявку першої команди, але в основі «Дженоа» не зіграв жодного матчу, а сезон провів в оренді в команді Серії С «Альбіссоле 1909».
Влітку 2019 року футболіст повернувся до Румунії — до клубу «Германштадт» і 28 липня Опруц дебютував у чемпіонаті Румунії. Разом з командою захисник у сезоні 2020/21 вилітав з вищого дивізіону, але вже в наступному сезоні повернувся до еліти.
Влітку 2023 року Опруц перейшов до бельгійського «Кортрейка», з яким підписав трирічний контракт. Але, провівши до зими лише три гри в команді, взимку 2024 року Опруц повернувся до Румунії, де до кінця сезону грав в оренді у своєму колишньому клубі «Германнштадт». На новий сезон захисник залишився в Румунії, також на правах оренди приєднавшись до столичного «Динамо».

### Збірна
У березні 2021 року Рауль Опруц потрапив до основної заявки молодіжної збірної Румунії для участі в молодіжному Євро в Угорщині та Словенії. Але на турнірі Рауль всі матчі провів на лаві запасних.
17 листопада 2022 року в товариському матчі проти команди Словенії Рауль Опруц дебютував у національній збірній Румунії.